# Augustine Prévost
Pour les articles homonymes, voir Prévost.
Augustine Prévost, né Augustin Prevost le 22 août 1723 à Genève en République de Genève et mort le 4 mai 1786 à East Barnet (en) en Angleterre, est un général britannique. Il se distingue durant la guerre d'indépendance des États-Unis.

## Biographie
Sa famille est originaire de Bossy près de  Genève est s’est établie à Genève dès le XIVe siècle. Son père rejoint le régiment royal américain, qui accepte les personnes non britanniques.
Jeune il entre dans une école militaire en Angleterre. À 14 ans, il rejoint le 60th Royal American Regiment et devient major le 9 janvier 1756. Il participe à la guerre de la Conquête.
Il est nommé colonel en 1776 et général en 1778. Augustine Prevost épouse Anne Francoise Marguerite Grand (Nanette) (1742-1809) le 21 août 1765 à l'église St. Sulpice d'Ecublens près de Lausanne.
Ils auront deux enfants :  George Prevost (1767 - 1816), général qui fut commandant des forces anglaise en Amérique en 1811 et William Augustine Prevost (1777 - 1824)
Il participe à la guerre d'indépendance des États-Unis, son régiment se bat durant le siège de Savannah et à la bataille de Stono Ferry.